# Pierre Laguilhon
Pierre Laguilhon, né le 29 avril 1928 à Beuste (Basses-Pyrénées) et mort le 11 janvier 2015 à Pau, est un homme politique français.

## Détail des fonctions et des mandats
Mandat parlementaire
- 2 mai 1993 - 21 avril 1997 : député de la 2e circonscription des Pyrénées-Atlantiques